# Keshia Chanté
Keshia Chanté (née Keshia Chanté Harper le 16 juin 1988) est une chanteuse R'n'B, auteur et modèle canadienne. Elle a remporté de nombreux Juno Award depuis le début de sa carrière, en 2003.

## Biographie
En 2003, alors qu’elle n’a que 15 ans, la jeune fille d’Ottawa prend la scène musicale d’assaut, retenant l’attention des décideurs de l’industrie et des fans. En seulement quelques mois, cette petite bombe vocale récolte les commentaires positifs en plus de placer deux singles dans le Top 10 des radios canadiennes. Elle obtient aussi un numéro sur YTV et un Top 10 sur MuchMusic. Son single Unpredictable est également certifié or en plus de décrocher le titre de meilleur artiste R&B décerné par l’Urban Music of Canada Association. De plus, son site Internet connaît une forte affluence.
L’année 2004 s’amorce en force pour la jeune chanteuse alors qu’elle remporte le prix de la révélation solo de l’année remis lors des Canadian Radio Awards. Son single Bad Boy s’infiltre aussi dans le Top 10, tout comme le clip.
En juin 2004, elle lance un premier album éponyme sur lequel on retrouve une collaboration avec Foxy Brown. Keshia Chanté est ainsi partie pour la gloire. Ce disque représente une belle carte de visite pour la jeune chanteuse canadienne puisque la chaîne américaine BET fait tourner l'un de ses clips, ce qui lui donne suffisamment de visibilité pour impressionner Epic, une filiale de Sony, qui édite l'album aux États-Unis.
La chanteuse a participé au Solo Mobile / Eckored tour pendant le mois d'août en 2005.
En décembre 2006, elle lance un second album intitulé 2U.
En mars 2009, Keshia commence sa carrière d'actrice en interprétant Aaliyah sur grand écran.
En novembre 2011, elle sort son troisième album intitulé Night & Day.

## Albums
- 2004 : Keshia Chanté (album)
- 2006 : 2U
- 2011 : Night & Day